# 宿苞豆
宿苞豆（学名：Shuteria involucrata）为豆科宿苞豆属下的一个种。

## 扩展阅读
- 維基物種上的相關：宿苞豆